# Жан-Клод Даршвілль
Жан-Клод Даршвілль (фр. Jean-Claude Darcheville, нар. 25 липня 1975, Сіннамарі, Французька Гвіана, Франція) — французький футболіст, що грав на позиції нападника.
Виступав, зокрема, за клуби «Лор'ян», «Бордо», «Рейнджерс», а також національну збірну Французької Гвіани.
Володар Кубка Франції. Володар Кубка французької ліги. Володар Кубка Шотландії. Володар Кубка шотландської ліги.

## Клубна кар'єра
Народився 25 липня 1975 року в місті Сіннамарі. Вихованець місцевої футбольної школи. Дорослу футбольну кар'єру розпочав 1994 року в основній команді того ж клубу «Сіннамарі», в якій провів один сезон. Потім перебрався до Європи до клубу «Ренн», в якому провів три сезону та взяв участь у 42 матчах чемпіонату. 
Згодом з 1998 по 2002 рік грав у складі команд клубів «Ноттінгем Форест» та «Лор'ян». Протягом цих років виборов титул володаря Кубка Франції.
Своєю грою за останню команду привернув увагу представників тренерського штабу клубу «Бордо», до складу якого приєднався 2002 року. Відіграв за команду з Бордо наступні п'ять сезонів своєї ігрової кар'єри. Більшість часу, проведеного у складі «Бордо», був основним гравцем атакувальної ланки команди. За цей час додав до переліку своїх трофеїв титул володаря Кубка французької ліги.
Протягом 2007—2010 років захищав кольори клубів «Рейнджерс», «Валансьєнн» та «Нант». Протягом цих років додав до переліку своїх трофеїв титул володаря Кубка шотландської ліги.
Завершив професійну ігрову кар'єру у клубі «Кавала», за команду якого виступав протягом 2010—2011 років.

## Виступи за збірні
1993 року залучався до складу молодіжної збірної Франції. На молодіжному рівні зіграв в одному офіційному матчі.
2012 року дебютував в офіційних матчах у складі національної збірної Французької Гвіани, за яку провів 7 матчів, забивши 3 голи.

## Титули і досягнення
- Володар Кубка Франції (1):

«Лор'ян»:  2001–02
- Володар Кубка французької ліги (1):

«Бордо»:  2006–07
- Володар Кубка Шотландії (1):

«Рейнджерс»:  2007–08
- Володар Кубка шотландської ліги (1):

«Рейнджерс»:  2007–08